# Eupoa
Eupoa Zabka, 1985 è un genere di ragni appartenente alla famiglia Salticidae.

## Habitat
Gli esemplari di E. prima sono stati rinvenuti all'interno di foglie morte.

## Caratteristiche
Sono ragni di piccole dimensioni, non superano i 2 millimetri di lunghezza in entrambi i sessi. L'opistosoma è di colore scuro, con piccole strisce più chiare allungate trasversalmente. Anche se non correlati filogeneticamente, sono molto simili nel comportamento al genere Neon Simon, 1876

## Relazioni filogenetiche
I ragni di questo genere possiedono dei pedipalpi di forma davvero inusuale, tanto da non farli riferire ai Salticoida, il clade principale dei ragni salticidi. In base ad alcuni studi probabilmente si è staccato già molto tempo fa dagli Spartaeinae e dai Lyssomaninae.

## Distribuzione
Delle sette specie oggi note di questo genere, sei sono state rinvenute in Cina e una, la E. prima in Vietnam.

## Tassonomia
A giugno 2011, si compone di sette specie:
- Eupoa hainanensis Peng & Kim, 1997 — Cina
- Eupoa jingwei Maddison & Zhang, 2007 — Cina
- Eupoa liaoi Peng & Li, 2006 — Cina
- Eupoa maculata Peng & Kim, 1997 — Cina
- Eupoa nezha Maddison & Zhang, 2007 — Cina
- Eupoa prima Zabka, 1985[4] — Vietnam
- Eupoa yunnanensis Peng & Kim, 1997 — Cina